# 김대우 (축구 선수)
김대우 (2000년 12월 2일 ~ )는 대한민국의 축구 선수이다. 포지션은 미드필더이며, 현재 K리그1의 강원 FC 소속이다.